# Närhiluoto
Närhiluoto är en ö i Finland. Den ligger i Bottenviken och i kommunen Torneå i den ekonomiska regionen  Kemi-Torneå i landskapet Lappland, i den norra delen av landet. Ön ligger omkring 100 kilometer sydväst om Rovaniemi och omkring 620 kilometer norr om Helsingfors.
Öns area är 2 hektar och dess största längd är 240 meter i sydöst-nordvästlig riktning.